# Luciano Pavarotti
Pour les articles homonymes, voir Pavarotti (homonymie).
Luciano Pavarotti, né le 12 octobre 1935 à Modène, où il meurt le 6 septembre 2007, est un ténor italien.
Souvent cité comme le plus grand et le plus populaire chanteur d'opéra depuis Enrico Caruso,, il chante les plus grands airs du bel canto — notamment Verdi et Puccini — et collabore avec des artistes venus de divers univers musicaux lors de concerts à but humanitaire (Pavarotti and Friends), comme Stevie Wonder, Lucio Dalla, Ian Gillan, Eros Ramazzotti, Bryan Adams, George Michael, Mariah Carey, Jon Bon Jovi, Eric Clapton, Queen, Florent Pagny, U2, Sting, Elton John, Céline Dion, Barry White, James Brown, Zucchero, Patricia Kaas, Dolores O'Riordan, ou encore les Spice Girls.
En plus de quarante ans de carrière, il a contribué à populariser la musique classique au cours de nombreux concerts télévisés, particulièrement lors des séries de représentations des Trois Ténors (avec Plácido Domingo et José Carreras). Le nombre total de ses albums vendus est estimé à environ cent millions,.

## Biographie

Signature.

Fils de Fernando Pavarotti, un boulanger chanteur, et d'Adele Venturi, employée d'une fabrique de cigares, Luciano Pavarotti a une sœur, Gabriella. Il laisse quatre enfants : de sa première femme, Adua Veroni, il a trois filles (nées en 1962, 1964 et 1967) ; de sa deuxième épouse Nicoletta Mantovani, première assistante et secrétaire qu'il épouse fin 2002, naît une fille, Alice, le 14 janvier 2003.
Dans ses dernières années, le chanteur avait dû compter avec une santé devenue plus fragile. Déjà opéré d'une tumeur en juillet 2006, hospitalisé à nouveau le 9 août 2007, il meurt dans la nuit du 5 au 6 septembre d'un cancer du pancréas dans sa villa de Modène où il a voulu revenir.
Ses obsèques sont célébrées le 8 septembre dans la cathédrale de Modène en présence de 800 personnes, allant des proches de sa famille à de nombreuses personnalités, dont des officiels, comme le président du conseil Romano Prodi, le vice-président Francesco Rutelli, les ministres Ricardo Franco Levi, Arturo Parisi, Giulio Santagata et Serafino Zucchelli, le maire de Modène George Pighi et le président de la région Émilie-Romagne, Vasco Errani, l’ambassadeur des États-Unis Ronald Déshabilles, l’ambassadeur de Monaco Philippe Blanchi, l'ancien secrétaire-général de l'ONU Kofi Annan, le directeur-général du FAO Jacques Diouf, le secrétaire d'État du Vatican, le cardinal Tarcisio Bertone, et des chanteurs au nombre de ses amis, Bono et The Edge du groupe U2, Caterina Caselli, Jovanotti, Luciano Ligabue, Gianni Morandi et Zucchero, le ténor Andrea Bocelli, la soprano Mirella Freni, auxquels il faut ajouter le réalisateur Franco Zeffirelli, la danseuse Carla Fracci et le directeur du Metropolitan Opera de New York Joe Volpe.
Plusieurs personnalités dont le prince Albert II de Monaco et la soprano Montserrat Caballé, ont envoyé des couronnes de fleurs déposées dans la cathédrale. La cérémonie a été présidée par l'archevêque Benito Cocchi, qui a notamment lu un message du pape. La soprano bulgare Raina Kabaivanska, visiblement émue, a interprété l'Ave Maria de Giuseppe Verdi.
À la fin de l'office, Andrea Bocelli a entonné l'Ave Verum Corpus de Mozart. D'autres prières sur des textes liturgiques ont été chantées au cours de l'office religieux (parmi lesquelles le Panis angelicus de César Franck).

## Carrière

### Années 1960-1970
Sa carrière à l'opéra débute concrètement le 29 avril 1961 avec le rôle de Rodolfo dans La Bohème, en Émilie-Romagne. Dès ce triomphe, Luciano Pavarotti commence à se faire un nom dans toute l'Europe. Les choses évoluent très vite lorsque, un certain soir de 1963, on lui propose de remplacer au pied levé le ténor Giuseppe Di Stefano : le public du Royal Opera House à Covent Garden (Londres) est sous le choc. Luciano Pavarotti a relevé le défi de main de maître. La Scala de Milan lui ouvre ses portes en 1965 grâce au chef d'orchestre Herbert von Karajan à qui il dit tout devoir.
Il fait ses débuts aux États-Unis en février 1965 avec le Great Miami Opera aux côtés de Joan Sutherland. Peu de temps après, le 28 avril, il fait ses débuts à la Scala de Milan dans La Bohème, mais aussi dans Rigoletto un opéra où il campe le « duc de Mantoue », grand séducteur de femmes, rôle qu'il reprendra à de nombreuses reprises durant sa carrière. Après une tournée élargie jusqu'en Australie, il retourne à la Scala où il ajoute « Tebaldo » à son répertoire, le 26 mars 1966, avec Giacomo Aragall en « Roméo ». Son premier « Tonio » prend place au Covent Garden, le 2 juin 1966. Le 20 novembre 1969, il triomphe dans I Lombardi alla prima crociata à Rome : c'est aussi son premier opéra enregistré et mis en vente par la suite ; il comprend aussi des airs de Donizetti et de Verdi. Il chante aussi cette année-là I Puritani de Vincenzo Bellini avec Mirella Freni (Elvira) et Riccardo Muti, dont il reste un enregistrement sur le vif non officiel. Sa notoriété éclate aux États-Unis le 17 février 1972, avec La Fille du régiment, au Metropolitan Opera de New York. Le maestro parvient à enchaîner avec une facilité déconcertante les neuf contre-ut de l'air « Ah ! mes amis, quel jour de fête ! ». Cette interprétation lui valut dix-sept rappels, ce qui est exceptionnel dans le monde lyrique. Dès lors, ce succès au Metropolitan Opera est une référence dans la carrière de Luciano Pavarotti et l'opéra est de nombreuses fois retransmis par la télévision. Ainsi sa diffusion, en mars 1977, dans Live from the Met telecat crée la plus grande audience jamais obtenue pour un opéra télévisé[réf. nécessaire]. Pavarotti gagne, parallèlement à ce succès, de nombreux Grammy Awards et disques d'or.

### Années 1980-1990
Au début des années 1980, il crée « The Pavarotti International Voice Competition » pour les jeunes chanteurs, et, à l'issue de chaque concours, il donne un récital où il chante avec les gagnants. Ainsi, en 1982, il chante sur des extraits de La Bohème et Un ballo in Maschera. Pour célébrer ses vingt-cinq ans de carrière, il invite les gagnants des concours en Italie pour un récital où il interprète des airs tirés de La Bohème, à Modène et à Gênes et ensuite, en Chine ; il termine cette tournée au palais de l'Assemblée du Peuple à Pékin devant 10 000 personnes et reçoit une ovation debout pour les neuf contre-ut effectués avec aisance. Le troisième concours, en 1989, s'effectue sur des airs de l'Elisir d'Amore et Un ballo in maschera. Le vainqueur du cinquième concours accompagne Pavarotti dans un récital à Philadelphie en 1997.
En 1982 il tourna le film Yes, Giorgio.

Pour Luciano Pavarotti, l'année 1990 représente un tournant de sa reconnaissance internationale ; cela débute lors de la Coupe du monde de football en 1990 en Italie, l'air « Nessun dorma » de l'opéra Turandot de Puccini devient l'air officiel du championnat mondial. Tout au long des années 1990, Pavarotti se produit dans de nombreux concerts « en plein air » ; ainsi, le concert de Hyde Park à Londres attire une audience record de 150 000 spectateurs. En juin 1993, plus de 500 000 spectateurs et plus d'un million de téléspectateurs assistent au spectacle du maestro en direct de Central Park à New York.
Cependant, l'ascension de Luciano Pavarotti vers la célébrité n'est pas sans difficultés. Il gagne très vite dans le monde de l'opéra le sobriquet de « roi des annulations » : en effet, du fait de sa santé relativement fragile, Luciano Pavarotti est amené à décommander certains opéras. Cela provoque des problèmes avec certaines maisons d'opéra, comme le Lyric Opera of Chicago avec lequel il entretient de très mauvaises relations.[réf. nécessaire]
À partir de 1982, il est considéré comme le plus grand ténor de l'histoire de l'opéra derrière Enrico Caruso, autre ténor italien.

### Années 2000

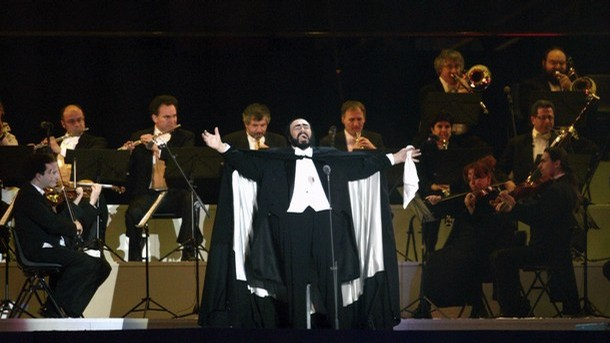
Pavarotti à la cérémonie d'ouverture des Jeux olympiques d'hiver de 2006.

En 2002, Pavarotti se sépare de celui qui a été son manager pendant 36 ans, Herbert Breslin. La séparation, virulente, est suivie, en 2004, de la publication d'un livre de Breslin intitulé Le Roi et Moi, vu par plusieurs comme une œuvre en grande partie critiquable. Son habileté à lire la musique et à apprendre les rôles, sa conduite personnelle sont remises en question. Le 12 septembre 2005, dans un entretien avec Jeremy Paxman sur la BBC, Luciano Pavarotti rejette l'idée selon laquelle il ne pourrait pas « déchiffrer » la musique, bien qu'il reconnaisse qu'il a parfois des difficultés à suivre les orchestres lorsqu'il interprète des rôles.
Il reçoit les Kennedy Center Honors en 2001 et détient actuellement deux records du monde : un pour avoir reçu le plus de rappels (soit 165) et le deuxième, pour les meilleures ventes mondiales d'albums classiques (Concert des trois ténors, record partagé avec Plácido Domingo et José Carreras).
Pavarotti commence sa tournée d'adieu en 2004, à l'âge de 69 ans, en chantant, pour la dernière fois à travers le monde, les airs les plus connus et précieux de l'opéra. À cette occasion, il chante une dernière fois à Paris au Palais omnisports de Paris-Bercy. Pavarotti donne sa dernière série de représentations lyriques au Metropolitan Opera avec trois soirées les 6, 10 et 13 mars 2004. Les moyens sont affaiblis mais le chanteur est toujours capable de belles nuances et il reçoit douze minutes d'ovation dans le rôle du peintre Mario Cavaradossi (Tosca de Puccini). Le 1er décembre 2004, il choisit les quarante villes dans lesquelles il effectuera sa tournée d'adieu, produite par Harvey Goldsmith. La tournée sera interrompue en raison des problèmes de santé du ténor et ne reprendra jamais.
Le 10 février 2006, Pavarotti interprète Nessun Dorma (en playback) à la cérémonie d'ouverture des Jeux olympiques d'hiver de 2006 à Turin en Italie. Il est très affaibli en raison de graves problèmes de santé et mourra l'année suivante, en septembre 2007, d'un cancer foudroyant du pancréas. Pour cette dernière apparition publique sur une scène, il doit abaisser l'œuvre d'un demi-ton. Par conséquent, cette dernière interprétation est très émouvante et il reçoit la plus importante ovation de la nuit, par un public venu du monde entier.

## Collaborations

### Les Trois Ténors
C'est le 7 juillet 1990 que Pavarotti rejoint les ténors espagnols Plácido Domingo et José Carreras pour former les Trois Ténors. Ainsi, pour fêter la Coupe du monde de football qui se déroule en Italie, les trois ténors interprètent, devant les anciens thermes de Caracalla à Rome, les airs d'opéra les plus connus du répertoire, sous la direction du chef d'orchestre Zubin Mehta.
En 1994, les trois ténors se réunissent à nouveau, toujours pour la Coupe du monde de football, cette fois à Los Angeles, devant plus d'un million de spectateurs et téléspectateurs, toujours sous la baguette du chef d'orchestre Zubin Mehta.
Et puis en 1998, année où la Coupe du monde de football s'est déroulée en France, les trois ténors choisissent la tour Eiffel pour concert, dans un décor signé par le producteur Tibor Rudas, sous la direction du pianiste et chef d'orchestre James Levine. Ils sont en direct devant un public cent fois plus important que celui de Rome, soit deux milliards de téléspectateurs répartis dans le monde entier.

### Pavarotti & Friends
Ses activités ne s'arrêtent pas aux concerts des trois ténors. Luciano Pavarotti voue une grande partie de son temps aux concerts de charité et aux actions humanitaires. Ainsi, de 1992 à 2002, on peut compter jusqu'à sept concerts à portée humanitaire appelés Pavarotti & Friends (it), en direct de la Piazza Grande de sa ville natale, Modène. Le Concert pour le Cambodge et le Tibet du 6 juin 2000, coordonné par le Bureau du Tibet de Genève et Chungdak Koren pour la partie tibétaine fut inauguré par le 14e dalaï-lama et Luciano Pavarotti, et leva 1 million de dollars américains pour les enfants tibétains.
Ces derniers concerts n'ont pas qu'une portée caritative, ils permettent aussi à Pavarotti de s'exprimer dans un autre domaine que le sien : la variété ; il a chanté avec les artistes les plus reconnus, Mariah Carey, Jon Bon Jovi, Brian May, Eric Clapton, Bono, Elton John, Lou Reed, Céline Dion, Joe Cocker, Sting, James Brown, Spice Girls, Barry White et Eurythmics pour ne citer qu'eux : en tout, plus de cent chanteurs, de tous horizons (jazz, gospel, rap, variété, et bien sûr, opéra). Par le biais de ces concerts, Pavarotti a permis à des millions de personnes d'entendre pour la première fois quelques-uns des plus grands airs d'opéra. On lui reconnaît ainsi le mérite d'avoir été l'un des premiers à réussir à vulgariser l'opéra auprès du grand public.
Ces concerts sont aussi pour Pavarotti une invitation au monde extérieur à venir dans sa ville natale, transformée, selon son expression, en « Hollywood italien ».

### Pavarotti et Sepultura
Le groupe de heavy fun metal allemand J.B.O. a fait une reprise du morceau Roots, Bloody Roots de Sepultura, le faisant commencer par un chant de ténor, puis le faisant évoluer, à la manière d'un duo, vers un final hard rock.
Ce morceau est souvent attribué, à tort, à Pavarotti and Friends.

## Quelques détails sur sa vie
Bien que beaucoup de personnes attribuent la réussite de Pavarotti à sa bonne étoile, on peut aussi remarquer que sa vie fut souvent jalonnée d'obstacles. Dès l'âge de douze ans, Luciano Pavarotti a frôlé la mort : il avait attrapé le tétanos et était dans le coma. Lorsqu'il raconte cette anecdote, il dit que lorsqu'il a repris conscience, il a entendu des gens discuter autour de son lit. Ils disaient qu'il avait déjà reçu les derniers sacrements à trois reprises, que le prêtre reviendrait le lendemain, mais que, selon les médecins, il ne passerait pas la nuit.
Il y a eu ensuite tous ses problèmes de poids qui le complexaient fréquemment. Il était victime de surpoids depuis l'âge de trente ans, ce qui l'obligeait à faire constamment des régimes à base d'eaux minérales et de fruits. Ces conditions lui posaient souvent des problèmes de santé. Ainsi, il a dû, à plusieurs reprises, subir des opérations aux genoux et au dos.
Luciano Pavarotti était réputé pour être un très bon cuisinier et lorsqu'on lui parlait de nourriture, il disait qu'il devait tout cela à son enfance et notamment à sa mère. Aussi, pour l'anecdote, lorsque Luciano Pavarotti se rendait dans des hôtels, il demandait à remballer la nourriture qu'il n'avait pas consommée. Quand on le lui rappelait, il qualifiait cette réaction « d'habitude de pauvres ».
La superstition est aussi une croyance qui occupait une partie de la vie de Luciano Pavarotti ; ainsi, lorsqu'il voyait un chat noir traverser la rue, il essayait de se persuader qu'il était blanc. Ses proches ont souvent confié aux médias que, lorsque Pavarotti arrivait sur scène, il avait un clou tordu en poche qu'il avait préalablement déniché sur la scène ou auprès des machinistes.
Le « maître des contre-ut » n'aurait jamais su déchiffrer de partitions de musique, bien qu'il arrivât à suivre les orchestres. Il se justifiait en disant que, plutôt que d'avoir à lire les partitions, il se concentrait sur l'écoute des prestations d'autres interprètes (souvent par Enrico Caruso dont il a toujours admiré la voix exceptionnelle), ce qui lui permettait une plus grande liberté d'interprétation sur scène et vocalement.
Il avait une autre passion : les chevaux et l'équitation. Cavalier jusqu'à ce qu'il se juge trop gros, il a créé une école équestre privée, le Club Europa. De plus, il organisa un important concours de saut d'obstacles international de haut niveau, le Pavarotti international CSIO San Marino, qui s'est tenu pendant plus de dix ans (1991 à 2001) dans sa propriété de Modène.
Enfin, un élément incontournable : son écharpe. Il s'agit certainement de « l'outil de travail » auquel il tenait le plus car, pour lui, cette écharpe faisait partie de sa vie depuis le début de sa carrière. Elle accompagnait donc le maestro à toutes les représentations.
Carlos Kleiber, chef d'orchestre, a dit de lui : « Quand Luciano Pavarotti chante, le soleil se lève sur le monde. »
Certains amateurs de Counter-Strike voudront probablement savoir que l'œuvre diffusée par la radio à l'étage dans la carte cs_italy est extraite d'un opéra de Giuseppe Verdi, Rigoletto, acte I, scène II : È il Sol Dell'Anima, ici chantée par Luciano Pavarotti.
Il est connu aussi par son soutien et amour inconditionnel de l'équipe de football turinoise de la Juventus,.
Il a construit une école au Guatemala pour venir en aide aux enfants orphelins de la guerre civile. L'école s'appelle le Centro educativo Pavarotti et la fondation de la lauréate du prix Nobel pour la paix Rigoberta Menchú Tum y travaille.

## DVD
- Aïda - Luciano Pavarotti, Ghena Dimitrova, Nicolai Ghiaurov - Chœur et orchestre de la Scala de Milan, Lorin Maazel - 1986 - Arthaus Music. Diapason d'or.

## Décorations
- Chevalier grand-croix de l'ordre du Mérite de la République italienne (1988).

- Commandeur de l'ordre du Mérite culturel de Monaco (2003)[27].
- Officier de la Légion d'honneur (France).

### Documentaires
- Pavarotti de Ron Howard, 2019